# Лимни (дем Бешичко езеро)
Лимни или Ланджа (на гръцки: Λίμνη, до 1928 Λάντζα, Ландза) е село в Гърция, част от дем Бешичко езеро (Волви) в област Централна Македония с 256 жители (2001).

## География
Лимни е разположено в южното подножие на Орсовата планина (Кердилия), на северния бряг на бившето Лънджанско езеро (Ландзас).

## История
В XIX век Ланджа е турско село в Лъгадинска каза на Османската империя. Към 1900 година според статистиката на Васил Кънчов („Македония. Етнография и статистика“) в Ланджа живеят 90 жители турци.
След Междусъюзническата война в 1913 година Ланджа попада в Гърция. В 1913 година селото (Λάντζια) има 85 жители.
През 20-те години турското население на селото се изселва и на негово място са настанени гърци бежанци. Според преброяването от 1928 година Ланджа е чисто бежанско село с 24 бежански семейства с 89 души.
В 1928 година Ланджа е прекръстено на Лимни, в превод Езеро.
В 1952 година е построена църквата „Св. св. Константин и Елена“.